# Mistrzostwa Świata w Kolarstwie Górskim 2023
34. Mistrzostwa świata w kolarstwie górskim – zawody sportowe w kolarstwie górskim, które odbyły się w dniach 3−12 sierpnia 2023 w brytyjskim Glasgow. 

## Medaliści
| Konkurencja:          | Złoto: | Srebro:                                                                                                | Brąz: | Źródło |
| Cross-country         | | | |        |
| mężczyźni olympic     | Thomas Pidcock                                                                                                 | Samuel Gaze                                                                                            | Nino Schurter | [ 1 ]  |
| kobiety olympic       | Pauline Ferrand-Prévot                                                                                         | Loana Lecomte                                                                                          | Puck Pieterse | [ 2 ]  |
| mężczyźni short track | Samuel Gaze | Victor Koretzky                                                                                        | Thomas Pidcock | [ 3 ]  |
| kobiety short track   | Pauline Ferrand-Prévot                                                                                         | Puck Pieterse                                                                                          | Evie Richards | [ 4 ]  |
| mężczyźni E-MTB       | Joris Ryf | Hugo Pigeon                                                                                            | Jérôme Gilloux | [ 5 ]  |
| kobiety E-MTB         | Nathalie Schneitter                                                                                            | Sofia Wiedenroth                                                                                       | Justine Tonso | [ 6 ]  |
| sztafeta mieszana     | Szwajcaria · Dario Lillo · Nicolas Halter · Linda Indergand · Ronja Blöchlinger · Anina Hutter · Nino Schurter | Francja · Adrien Boichis · Julien Hemon · Loana Lecomte · Line Burquier · Anaïs Moulin · Jordan Sarrou | Dania · Tobias Lillelund · Albert Philipsen · Julie Lillelund · Sofie Pedersen · Caroline Bohe · Sebastian Fini Carstensen | [ 7 ]  |
| mężczyźni do lat 23   | Charlie Aldridge                                                                                               | Adrien Boichis                                                                                         | Dario Lillo | [ 8 ]  |
| kobiety do lat 23     | Sammie Maxwell                                                                                                 | Ginia Caluori                                                                                          | Ronja Blöchlinger | [ 9 ]  |
| juniorzy              | Albert Philipsen                                                                                               | Elian Paccagnella                                                                                      | Ian Ackert | [ 10 ] |
| juniorki              | Isabella Holmgren                                                                                              | Marin Lowe                                                                                             | Natalia Grzegorzewska | [ 11 ] |
| Zjazd                 | | | |        |
| mężczyźni elita       | Charlie Hatton                                                                                                 | Andreas Kolb                                                                                           | Laurie Greenland | [ 12 ] |
| kobiety elita         | Valentina Höll                                                                                                 | Camille Balanche                                                                                       | Marine Cabirou | [ 13 ] |
| juniorzy              | Henri Kiefer                                                                                                   | Bodhi Kuhn                                                                                             | Léo Abella | [ 14 ] |
| juniorki              | Erice van Leuven                                                                                               | Poppy Lane                                                                                             | Sacha Earnest | [ 15 ] |

## Tabela medalowa
*   Gospodarz ( Wielka Brytania)
| Miejsce | Reprezentacja    | Złoto | Srebro | Brąz | Razem |
| ------- | ---------------- | ----- | ------ | ---- | ----- |
| 1       | Szwajcaria       | 3     | 2      | 3    | 8     |
| 2       | Nowa Zelandia    | 3     | 2      | 1    | 6     |
| 3       | Wielka Brytania* | 3     | 0      | 3    | 6     |
| 4       | Francja          | 2     | 5      | 4    | 11    |
| 5       | Kanada           | 1     | 2      | 1    | 4     |
| 6       | Niemcy           | 1     | 1      | 0    | 2     |
| 6       | Austria          | 1     | 1      | 0    | 2     |
| 8       | Dania            | 1     | 0      | 1    | 2     |
| 9       | Holandia         | 0     | 1      | 1    | 2     |
| 10      | Włochy           | 0     | 1      | 0    | 1     |
| 11      | Polska           | 0     | 0      | 1    | 1     |
| Razem   | Razem            | 15    | 15     | 15   | 45    |